# Trabécula

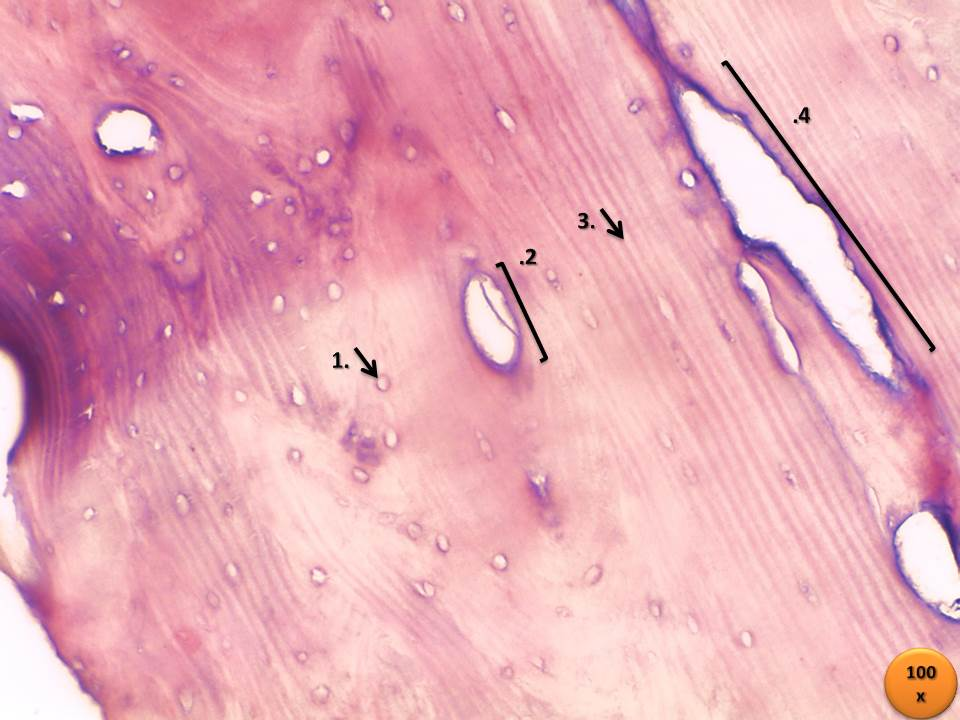
4: Trabécula ossea.

Trabécula, pequeno feixe, em latim, é um pequeno, muitas vezes microscópico tecido biológico sob a forma de uma pequena viga ou haste, geralmente com uma função mecânica, mas não necessariamente composto de colágeno.
Trabéculas são geralmente compostas de tecido modelado denso, ou seja, principalmente de colágeno, e na maioria dos casos fornecem reforço mecânico ou endurecimento para órgãos sólidos, como o baço. Eles podem ser compostos por outros materiais, como o osso ou músculo. Trabéculas podem ter a função de resistir tensão (como no pênis) ou fornecendo uma célula de filtragem (como no olho).